# Gare d’Appilly
Gare d’Appilly vasútállomás Franciaországban, Appilly településen.

## Vasútvonalak
Az állomást az alábbi vasútvonalak érintik:
- Creil–Jeumont-vasútvonal

## Kapcsolódó állomások
A vasútállomáshoz az alábbi állomások vannak a legközelebb:
- Gare de Noyon
- Gare de Chauny